# Quảng Dương
Quảng Dương (chữ Hán giản thể: 广阳区) là một quận thuộc địa cấp thị Lang Phường, tỉnh Hà Bắc, Cộng hòa Nhân dân Trung Hoa. Quận này có diện tích 313 ki-lô-mét vuông, dân số 360.000 người. Mã số bưu chính là 065000. Quận lỵ đóng tại nhai đạo Bắc Môn Ngoại. Về mặt hành chính, quận được chia thành 4 nhai đạo, 2 trấn, 3 hương.
- Nhai đạo: Bắc Đại Nhai, Bắc Môn Ngoại, Tiểu Lang Phường, Tân Khai Lộ.
- Trấn: Vạn Trang, Nam Tiêm Tháp.
- Hương: Cựu Châu, Bắc Vượng, Bắc Sử Gia Vụ.